# Newham Town Hall
 (mai 2025).
Newham Town Hall, anciennement East Ham Town Hall, est un bâtiment municipal situé sur Barking Road, dans le quartier d'East Ham, à l'est de Londres. L'hôtel de ville, qui est le siège du conseil municipal du Borough londonien de Newham, est un bâtiment classé Grade II*.

## Histoire
Au début du XXe siècle, le conseil du district urbain d'East Ham tenait ses réunions dans les bureaux du conseil scolaire de Wakefield Street. Suite à une croissance rapide de la population locale, les dirigeants municipaux ont décidé de se construire des bureaux municipaux : le site choisi pour le nouveau bâtiment était un terrain ouvert au coin de Barking Road et de High Street South.

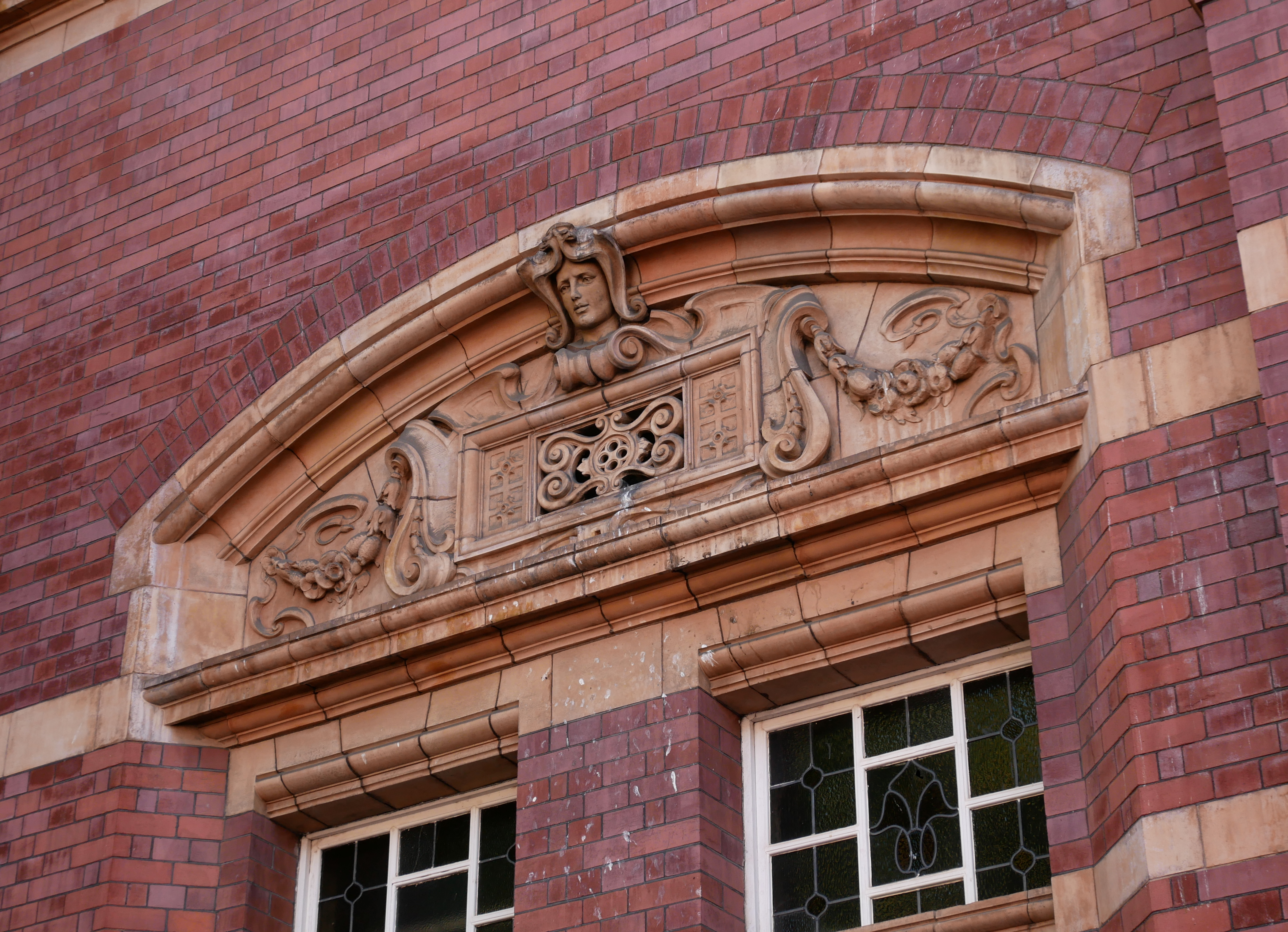
Détail de la face nord de l'hôtel de ville

La première pierre du nouveau bâtiment a été posée en 1901. Il a été conçu en style Renaissance et a été officiellement inauguré par le philanthrope John Passmore Edwards, le 5 février 1903. La conception impliquait une façade principale asymétrique avec six travées donnant sur Barking Road, une haute tour et une grande arche portant l'inscription « Public Hall » au-dessus. La tour contenait une horloge de Smith & Sons de Derby et une cloche des heures qui pesait près d'une tonne. Une longue extension au sud du bâtiment principal a été achevée en 1910 et une annexe de trois étages a été construite à l'est sur Barking Road en 1939. À l'intérieur, les principales pièces étaient la salle publique, la salle du conseil et le salon du maire.
Le district urbain d'East Ham a obtenu le statut d'arrondissement municipal en 1904 et le statut d'arrondissement de comté en 1915. Le bâtiment continue d'être le siège du gouvernement local après la formation de l'arrondissement londonien de Newham en 1965, lui servant de siège administratif.
Un bâtiment supplémentaire à Stratford, conçu par l'architecte de l'arrondissement, Ken Lund, et Norman White sous la forme d'une ziggourat, a été achevé en mai 1976 ; il aurait dû être rejoint par une autre ziggourat plus grande, mais après des réductions de financement et des critiques sur la conception, la ziggourat d'origine a été démolie en février 1998.

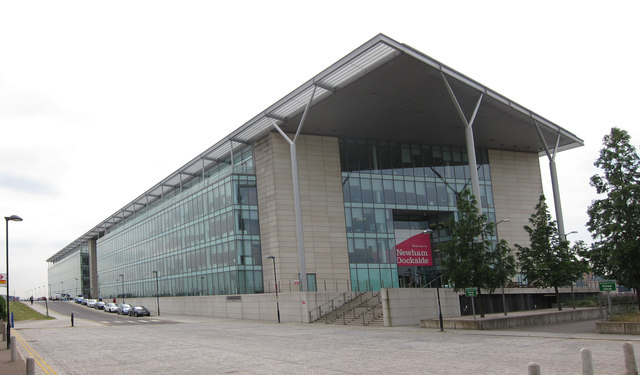
Bureaux à Newham Dockside

La plupart des agents du conseil et de leurs services ont été relocalisés à Newham Dockside en 2010. Le bâtiment avait été conçu dans le cadre d'un projet de régénération du Royal Albert Dock ; il avait été construit pour un coût de 70 millions de livres sterling et avait été achevé en juin 2004'. Après que les promoteurs n'aient pas réussi à trouver de locataires, le conseil de Newham a acquis le bâtiment pour 92 millions de livres sterling et a lancé un programme de travaux d'aménagement pour un coût supplémentaire de 19 millions de livres sterling. Toutefois, les réunions officielles du conseil continuent de se tenir à l’hôtel de ville.

## Liens
- Ressource relative à l'architecture :   - National Heritage List for England